# Модульна конструкція

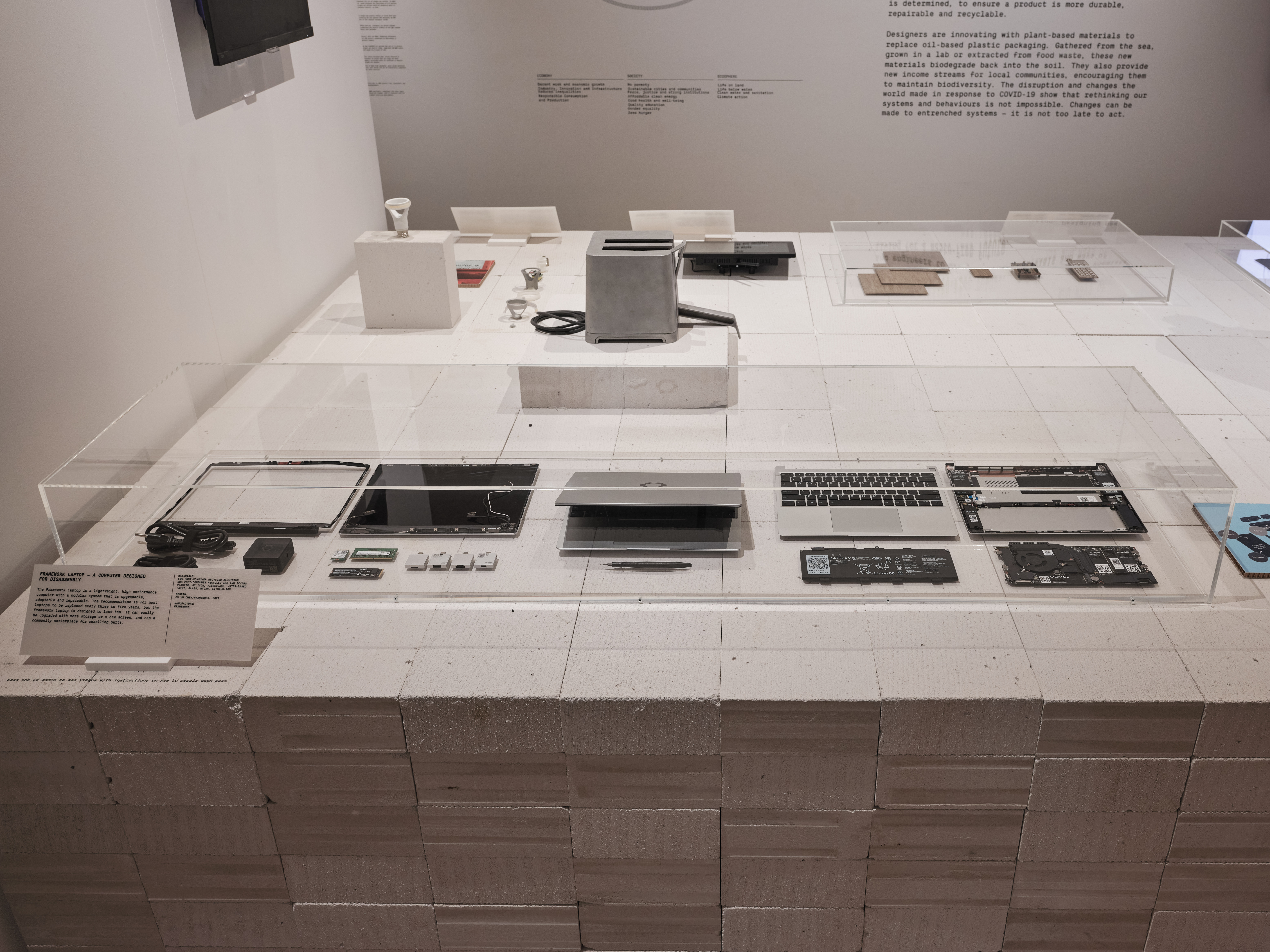
Ноутбук, розроблений як модульний

Модульна конструкція або модульність у дизайні — це принцип проектування, який поділяє систему на менші частини, які називаються модулями (наприклад, модульні технологічні вузли), які можна незалежно створювати, змінювати, замінювати або обмінювати з іншими модулями або між різними системами.

## Опис
Модульна конструкція може характеризуватися функціональним поділом на дискретні масштабовані та багаторазово використовувані модулі, суворим використанням чітко визначених модульних інтерфейсів і використанням галузевих стандартів для інтерфейсів. У цьому контексті модульність знаходиться на рівні компонентів і має єдиний вимір – можливість слотування компонентів. Модульна система з такою обмеженою модульністю зазвичай відома як система платформи, яка використовує модульні компоненти. Прикладами є автомобільні платформи або порт USB у комп’ютерних інженерних платформах.
У теорії дизайну це відрізняється від модульної системи, яка має вищу розмірну модульність і ступінь свободи. Модульна конструкція системи не має чіткого терміну служби та демонструє гнучкість принаймні у трьох вимірах. У цьому відношенні модульні системи дуже рідко зустрічаються на ринку. Архітектурні системи Mero є найближчим прикладом модульної системи з точки зору жорстких продуктів на ринках. Платформи озброєння, особливо в аерокосмічній галузі, мають тенденцію бути модульними системами, у яких планер розроблено для багаторазової модернізації протягом усього терміну експлуатації без покупки абсолютно нової системи. Модульність найкраще визначається розмірами або ступенем свободи у формі, вартості чи експлуатації.
Модульність пропонує такі переваги, як зниження вартості (налаштування можна обмежити частиною системи, а не потребувати капітального ремонту всієї системи), взаємодію, коротший час навчання, гнучкість дизайну, розширення або оновлення без обмежень покоління (додавання нове рішення, просто підключивши новий модуль), і виключення. Модульність у платформних системах пропонує переваги у поверненні рентабельності до масштабу, зниженні витрат на розробку продукту, скороченні витрат на експлуатацію та обслуговування та часу виходу на ринок. Системи платформ уможливили широке використання системного дизайну на ринках і можливість компаніям-виробникам відокремлювати швидкість циклу продукту від шляхів досліджень і розробок. Найбільшим недоліком модульних систем є дизайнер чи інженер. Більшість дизайнерів погано навчені системному аналізу, а більшість інженерів погано навчені дизайну. Складність проектування модульної системи значно вища, ніж платформної системи, і вимагає експертів із проектування та стратегії продукту на етапі концепції розробки системи. Цей етап повинен передбачати напрямки та рівні гнучкості, необхідні в системі для надання модульних переваг. Модульні системи можна розглядати як більш повний або цілісний дизайн, тоді як системи платформ є більш редукційними, обмежуючи модульність компонентами. Повний або цілісний модульний дизайн вимагає набагато вищого рівня дизайнерських навичок і витонченості, ніж більш поширена система платформи.
Автомобілі, комп’ютери, технологічні системи, сонячні батареї, вітряні турбіни, ліфти, меблі, ткацькі верстати, залізничні системи сигналізації, телефонні станції, трубні органи, синтезатори, системи розподілу електроенергії та модульні будівлі є прикладами платформних систем, що використовують різні рівні модульності компонентів. Наприклад, неможливо зібрати сонячний куб із наявних сонячних компонентів або легко замінити двигун на вантажівці або змінити конфігурацію модульного корпусу через кілька років, як це було б у модульній системі. Ці ключові характеристики роблять модульні меблі неймовірно універсальними та адаптованими. Єдиними існуючими прикладами модульних систем на сучасному ринку є деякі програмні системи, які відійшли від керування версіями до повністю мережевої парадигми.

## У транспортних засобах

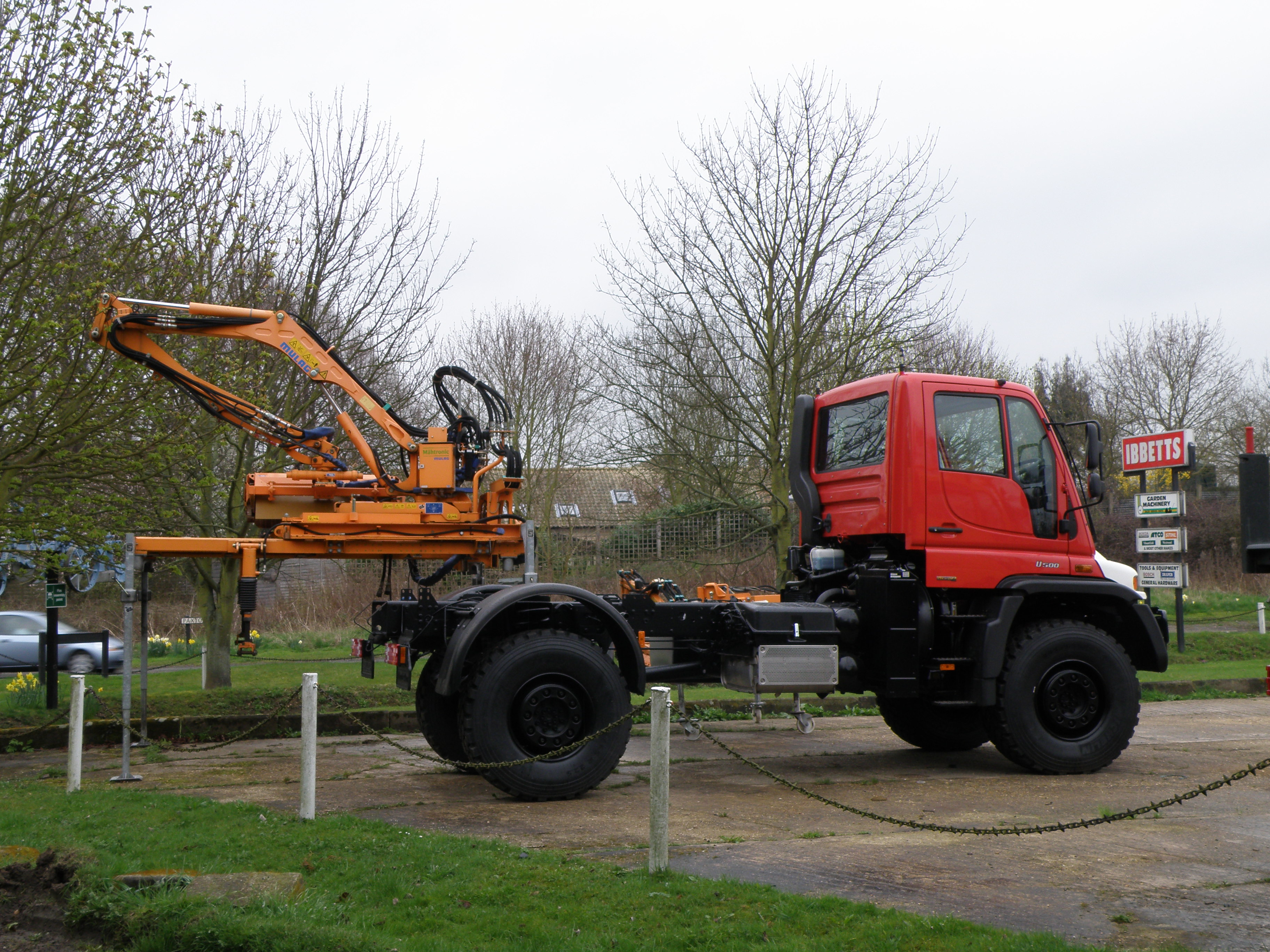
Модульна конструкція Unimog пропонує можливості кріплення для різних знарядь.

Аспекти модульного дизайну можна побачити в автомобілях або інших транспортних засобах, оскільки в автомобілі є певні частини, які можна додавати або видаляти, не змінюючи решту автомобіля.
Простим прикладом модульної конструкції в автомобілях є той факт, що, незважаючи на те, що багато автомобілів постачаються як базові моделі, доплата дозволить отримати «миттєві» оновлення, такі як потужніший двигун, аудіосистема автомобіля, вентильовані сидіння або сезонні шини; вони не вимагають жодних змін в інших вузлах автомобіля, таких як шасі, рульове керування, електродвигун або акумуляторні системи.

## У машинах і архітектурі
Модульну конструкцію можна побачити в деяких будівлях. Модульні будівлі (а також модульні будинки) зазвичай складаються з універсальних частин (або модулів), які виготовляються на фабриці, а потім доставляються на будівельний майданчик, де вони збираються в різні композиції. 
Розмір модульних будівель можна збільшити або зменшити, додавши або видаливши певні компоненти. Це можна зробити, не змінюючи більші частини будівлі. Модульні будівлі також можуть зазнавати змін у функціональності за допомогою того самого процесу додавання або видалення компонентів.

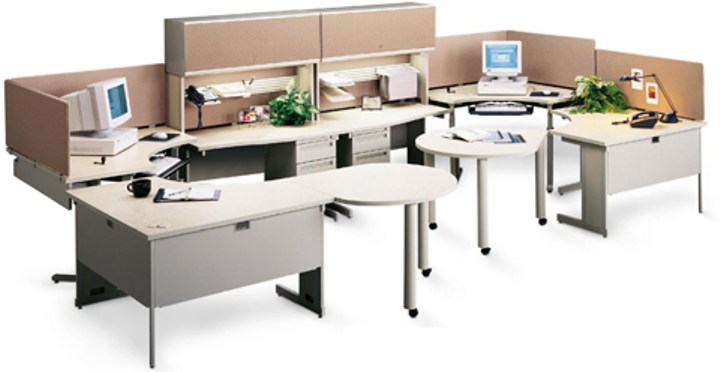
Модульні робочі станції

## У дизайні виставки та роздрібної торгівлі
Концепція модульного дизайну також стала популярною серед виставкових експонатів і роздрібних рекламних дисплеїв. Такі рекламні дисплеї передбачають креативний нестандартний дизайн, але потребують тимчасової конструкції, яку можна багаторазово використовувати. Таким чином, багато компаній адаптуються до модульного способу дизайну виставок. У цьому вони можуть використовувати попередньо сконструйовані модульні системи, які виступають як будівельні блоки для творчого індивідуального дизайну. Потім їх можна змінити на інший макет і повторно використовувати для майбутнього шоу. Це дозволяє користувачеві зменшити витрати на виробництво та робочу силу (для налаштування та транспортування) і є більш надійним способом створення емпіричних установок.

## У телевізорах
У 1963 році Motorola представила перший прямокутний кольоровий кінескоп, а в 1967 році представила модульну марку Quasar . У 1964 році компанія відкрила свою першу науково-дослідну філію за межами Сполучених Штатів, в Ізраїлі під керівництвом Мозеса Басіна. У 1974 році Motorola продала свій телевізійний бізнес японській Matsushita, материнській компанії Panasonic.

## В апаратному забезпеченні комп’ютера

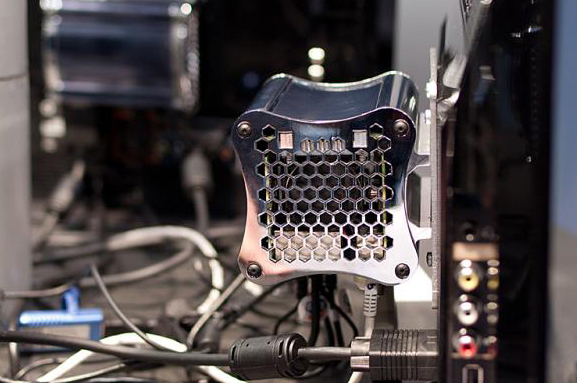
Модульна конструкція комп'ютера

Модульна конструкція комп'ютерного обладнання така ж, як і в інших речах (наприклад, автомобілях, холодильниках та меблях). Ідея полягає в створенні комп'ютерів із легкозамінними частинами, які використовують стандартизовані інтерфейси. Ця техніка дозволяє користувачеві легко оновити певні аспекти комп’ютера без необхідності купувати інший комп’ютер взагалі.
Комп’ютер є одним із найкращих прикладів модульного проектування. Типові комп'ютерні модулі включають корпус комп'ютера, блоки живлення, процесори, материнські плати, відеокарти, жорсткі диски та оптичні приводи. Усі ці частини мають бути легко взаємозамінними, якщо користувач використовує частини, які підтримують однаковий стандартний інтерфейс. Подібно до модульності комп’ютера, були розроблені інші інструменти для використання модульного дизайну, такі як littleBits Electronics, які з’єднуються разом із сумісними модулями для створення схем.

## Інтеграція оцінки життєвого циклу та енергії в модульну конструкцію
Деякі автори відзначають, що модульна конструкція призвела до постійного збільшення ваги в автомобільній промисловості з часом. Транкоссі висунув гіпотезу про те, що модульний дизайн може бути пов'язаний з деякими критеріями оптимізації, виведеними з закону побудови. Насправді, конструктивний закон є модульним за своєю природою і може застосовуватися з цікавими результатами в інженерних простих системах. Застосовується з типовою схемою оптимізації знизу вгору:
- система може бути розділена на підсистеми (елементарні частини) за допомогою моделей дерева;
- будь-яка складна система може бути представлена в модульному вигляді, і можна описати, як різні фізичні величини протікають через систему;
- аналізуючи різні шляхи потоку, можна визначити критичні компоненти, які впливають на продуктивність системи;
- шляхом оптимізації цих компонентів і заміни їх на більш продуктивні, можна покращити продуктивність системи.

## Подальше читання
- Шиллінг, Массачусетс, «На шляху до загальної теорії модульних систем та її застосування до модульності міжфірмових продуктів» Academy of Management Review, 2000, том 25(2):312-334.
- Еріксон, О. Г. та Ерікссон, А., « Управління варіантами проектування » США: Товариство інженерів-виробників, 1999
- Кларк, К. Б. і Болдуін, CY, « Правила проектування. том. 1: Сила модульності " Кембридж, Массачусетс: MIT Press 2000ISBN 0-262-02466-7
- Болдуін, С.Й., Кларк, К.Б., « Вартість варіанту модульності в дизайні », Гарвардська школа бізнесу, 2002 р.
- Левін, Марк Ш. «Проектування та оцінка модульних систем». Springer, 2015.
- Модульність у дизайні Формальне моделювання та автоматизований аналіз
- «Модульність: оновлення до архітектури дизайну наступного покоління» Archived Інтерв'ю